# قبر مينيكريتيس

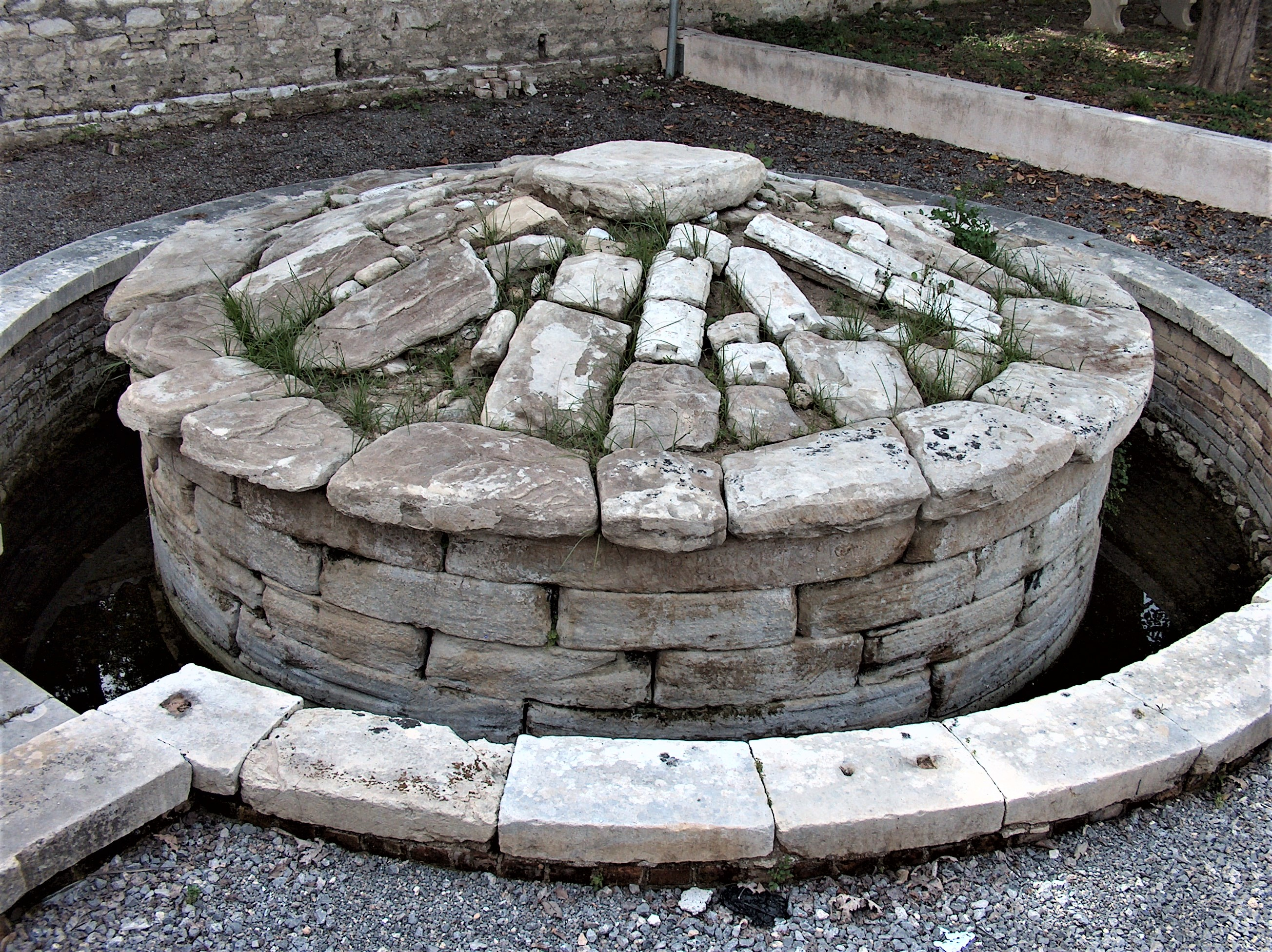

قبر مينيكريتيس أو نصب مينيكريتيس التذكاري هو تابوت من العصور القديمة في كورفو، اليونان، بُني في نحو عام 600 قبل الميلاد في مدينة كوركيرا القديمة (أو كورسيرا). اكتُشف قبر وتمثال أسد في عام 1843 نتيجة لأعمال الهدم التي قام بها الجيش البريطاني عندما هدم القلعة من عصر البندقية في موقع تلة غاريتسا في كورفو. يعود تاريخ القبر إلى القرن السادس قبل الميلاد.
يعود تاريخ التمثال إلى نهاية القرن السابع قبل الميلاد. عثُر على المقبرة والنحت في منطقة كانت جزءًا من مقبرة كوركيرا القديمة، التي اكتشفها الجيش البريطاني في ذلك الوقت. وفقًا للنقوش اليونانية القديمة الموجودة في القبر، كانت المقبرة نصبًا تذكاريًا قام بها أهل كوركيرا القدماء تكريمًا لسفيرهم مينيكريتيس، ابن طلاسياس، من أويانثيا. كان مينكاتريس سفير كوركيرا القديم لدى أويانثيا (Galaxidi الحديثة)، وقد فُقد في البحر، ربما في معركة بحرية. تذكر النقوش أن برايمكسين، أخا مينيكريتس قد وصل من أويانثيا إلى كوركيرا ليساعد أهلها في بناء النصب التذكاري لأخيه.

## التاريخ والبناء
صنع كل من القبر والنحت من الحجر الجيري المحلي. القبر أسطواني مع سقف مخروطي. يتكون الجزء الأسطواني من خمس حلقات دائرية (أو قباب) مصنوعة من أحجار متساوية السُمك، وتتميز ببناء متساوي القياس. يشبه الغلاف المخروطي للقبر الأصلي (الذي اختفى)، ويضم أحجارًا تشع من قمة مستطيلة مركزية في الأعلى. يبلغ ارتفاع النصب التذكاري 1.4 م (4 أقدام و 7 بوصات) في الطول و 4.7-4.9 م (15-16 قدم) في القطر. يمثل القبر مثالًا أفضل بكثير للهندسة الجنائزية من أشكال المقبرة البدائية المتاحة في ذلك الوقت. 
بسبب ليونة الأحجار، يُظهر النصب علامات التجوية والتآكل الكبير. أُرّخ القبر بدقة أكثر من 570-540 قبل الميلاد. لا يوجد سوى اثنين من المعالم الأثرية من هذا النوع في اليونان، والآخر هو نصب غير مؤرخ لكلوبولوس في رودس.

## أسد مينيكريتيس
عُثر على تمثال أسد مينيكريتيس بالقرب من القبر وكان يُعتقد أنه ينتمي إلى تابوت مينيكريتيس، الذي حصل منه على اسمه. التمثال ذو طراز نحت آشوري، ويعتبر مثالاً رائعًا على فن النحت القديم. يعود التمثال إلى نهاية القرن السابع قبل الميلاد، وهو أحد أقدم الأسود الجنائزية التي عثر عليها على الإطلاق. يُعرض التمثال في المتحف الأثري في كورفو. هناك أيضا تكهنات بأن التمثال قد ينتمي إلى قبر أرنياداس.